# The Unforgiven II
The Unforgiven II (с англ. — «Непрощённый II») — четвёртая песня и второй сингл с седьмого студийного альбома группы Metallica ReLoad, вышедшего в 1997 году. Является продолжением песни «The Unforgiven» из альбома Metallica 1991 года. Другое продолжение, «The Unforgiven III», было выпущено в 2008 году.

## Музыкальное видео
Видео «The Unforgiven II» похоже по сюжету на приквел («The Unforgiven»), но вместо пустой комнаты используется туннель. В начале показан мальчик, застрявший рукой в стене, которая разрушается по мере его взросления. Далее видео становится более абстрактным, рука мальчика растягивается, обвивая его. Финальная сцена показывает, как оставшийся кусок стены превращается в женщину, рука теперь уже взрослого мужчины всё ещё находится у неё внутри. Парень смог разжать кулак. В его руке оказался ключ, которым он, при помощи девушки, смог освободить себя.

## Версия вживую
Песня впервые была исполнена вживую 8 декабря 1997 года на церемонии вручения наград Billboard Music Awards. В течение следующих 17 лет она не исполнялась вживую, пока группа не включила её в сет-лист для своих европейских фестивальных туров в 2015 году. После выступления на фестивале Rock im Revier в Гельзенкирхене, Германия, Metallica включила эту песню в сет-листы своих следующих трёх концертов.

## Участники записи
- Джеймс Хэтфилд — вокал, ритм-гитара;
- Кирк Хэмметт — соло-гитара;
- Джейсон Ньюстед — бас-гитара, бэк-вокал;
- Ларс Ульрих — ударные.

## Позиции в чартах
| Чарт (1998)                          | Позиция |
| ------------------------------------ | ------- |
| Австралия (ARIA)                     | 9       |
| Австрия (Ö3 Austria Top 40)          | 18      |
| Europe (Eurochart Hot 100)           | 18      |
| Финляндия (Suomen virallinen lista)  | 1       |
| Франция (SNEP)                       | 89      |
| Германия (GfK)                       | 23      |
| Греция (IFPI)                        | 8       |
| Венгрия (Mahasz)                     | 4       |
| Исландия (Íslenski Listinn Topp 40)  | 2       |
| Ирландия (IRMA)                      | 14      |
| Нидерланды (Dutch Top 40)            | 21      |
| Нидерланды (Single Top 100)          | 25      |
| Новая Зеландия (Recorded Music NZ)   | 22      |
| Норвегия (VG-lista)                  | 8       |
| Шотландия (OCC Scotland)             | 10      |
| Швеция (Sverigetopplistan)           | 8       |
| Великобритания (OCC UK Singles)      | 15      |
| Великобритания (OCC UK Rock & Metal) | 1       |
| США (Billboard Hot 100)              | 59      |
| США (Billboard Mainstream Rock)      | 2       |

## Сертификация
| Регион                                                                      | Сертификация | Продажи |
| --------------------------------------------------------------------------- | ------------ | ------- |
| Австралия (ARIA)                                                            | Платиновый   | 70 000  |
| Дания (IFPI Danmark)                                                        | Золотой      | 45 000  |
| Новая Зеландия (RMNZ)                                                       | Золотой      | 15 000  |
| Данные о продажах + прослушиваниях приведены только на основе сертификации. |              |         |